# Naszály
Naszály là một thị trấn thuộc hạt Komárom-Esztergom, Hungary. Thị trấn này có diện tích 30,23 km², dân số năm 2010 là 2383 người, mật độ 79 người/km².